# Parlamentsvalget i Slovakiet 2012
Parlamentsvalget i Slovakiet 2012 fandt sted i Slovakiet den 10. marts 2012 for at vælge 150 medlemmer til Národná Rada. Den tidligere premierminister Robert Fico parti RETNING - social demokrati vandt det absolutte flertal af mandater. Efter valget dannede han Regeringen Robert Fico II

## Valgresultat
|        | Parti                                                                | Stemmer   | Procent % | +/–      | Procent Mandater | +/–   |
| ------ | -------------------------------------------------------------------- | --------- | --------- | -------- | ---------------- | ----- |
|        | RETNING - social demokrati (SMER-SD)                                 | 1 134 280 | 44,41%    | ▲ +9,62% | 83               | ▲ +21 |
|        | Kristen Demokratisk Bevægelse (KDH)                                  | 225 361   | 8,82%     | ▲ +0,30% | 16               | ▲ +1  |
|        | Almindelige mennesker og uafhængige personligheder (OĽaNO)           | 218 537   | 8,55%     | —        | 16               | ▲ +12 |
|        | Most–Híd (MOST)                                                      | 176 088   | 6,89%     | ▼ -1,23% | 13               | ▼ -1  |
|        | Slovakisk Demokratisk og Kristen Union - Demokratisk Parti (SDKÚ-DS) | 155 744   | 6,09%     | ▼ -9,33% | 11               | ▼ -17 |
|        | Frihed og Solidaritet (SaS)                                          | 150 266   | 5,88%     | ▼ -6,26% | 11               | ▼ -11 |
| Totalt | Totalt                                                               | 2.553.726 | 100,00%   |          | 150              |       |

Notat: Kun indvalgte partier er listet i tabellen.
| Valg | Spire Denne valgsartikel er en spire som bør udbygges. Du er velkommen til at hjælpe Wikipedia ved at udvide den. |